# Pintura del paisaje

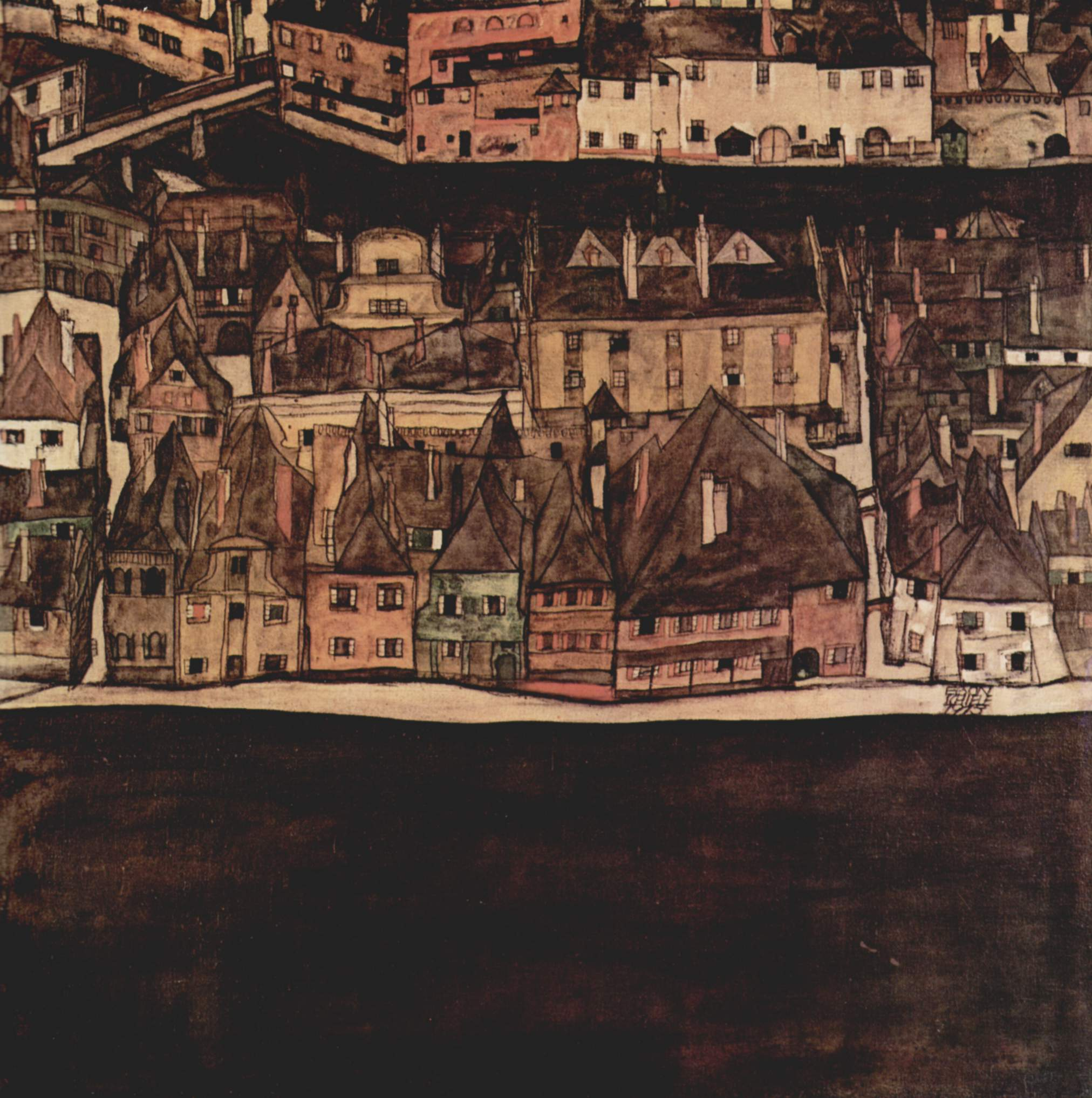
Un paisaje expresionista: Egon Schiele: La pequeña ciudad II (vista de Krumau sobre el río Moldava) 1912-1913, óleo sobre lienzo, 89,5 × 90,5 cm, col. Viktor Fogarassy, Graz.

Paisaje es el nombre del dibujo de lugares  que el estudio de la historia del arte da al género pictórico que representa escenas de la naturaleza, tales como montañas, valles, árboles, ríos y bosques. Casi siempre se incluye el cielo (que recibe el nombre técnico de celaje), y las condiciones atmosféricas pueden ser un elemento importante de la composición. Además del paisaje natural, también se trata, como un género específico, el paisaje urbano. Tradicionalmente, el arte de paisajes plasma de forma realista algún paisaje real, pero puede haber otros tipos de paisajes, como los que se inspiran en los sueños (paisaje onírico, muy usado en el surrealismo).
En la historia de la pintura, el paisaje fue adquiriendo poco a poco cada vez más relevancia, desde su aparición como fondo de escenas de otros géneros (como la pintura de historia o el retrato) hasta constituirse como género autónomo en la pintura holandesa del siglo XVII. También es un motivo esencial para la pintura japonesa.
Dentro de la jerarquía de los géneros, el paisaje ocupaba un lugar muy bajo, superior solo al bodegón.

## Clases de paisaje artísticos

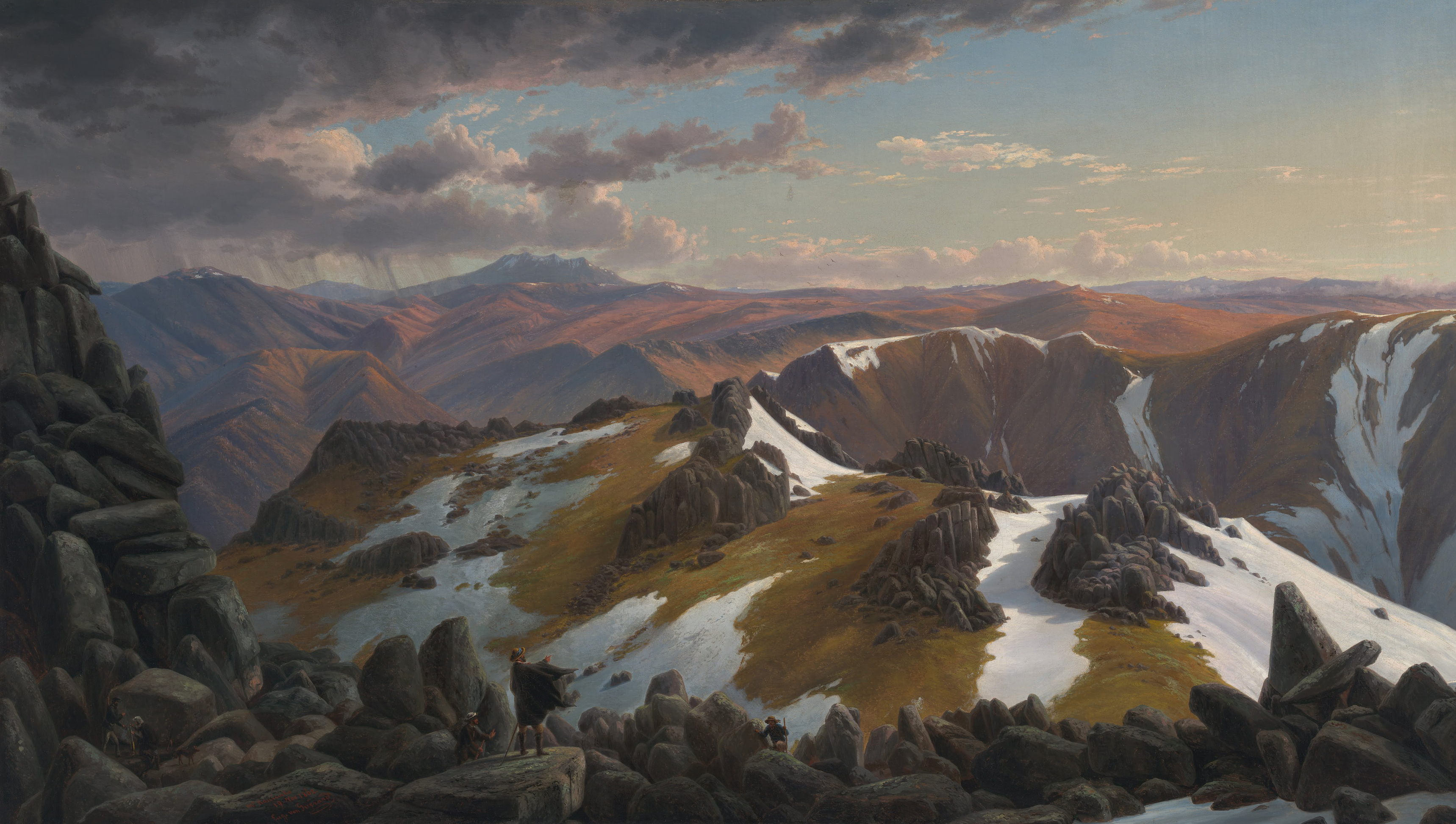
Eugene von Guerard: Monte Townsed, 1863. La pintura romántica exalta los paisajes salvajes y a menudo montañosos.

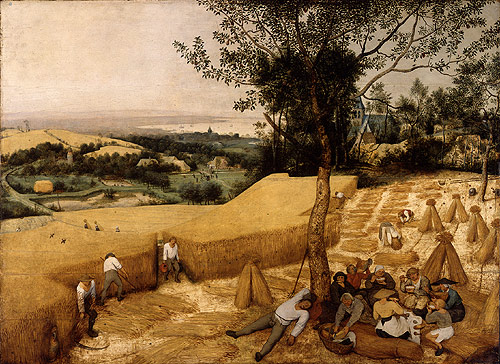
Pieter Brueghel el Viejo, Los cosechadores, 1565: Paz y agricultura en un paisaje ideal prerromántico, sin terrores sublimes.

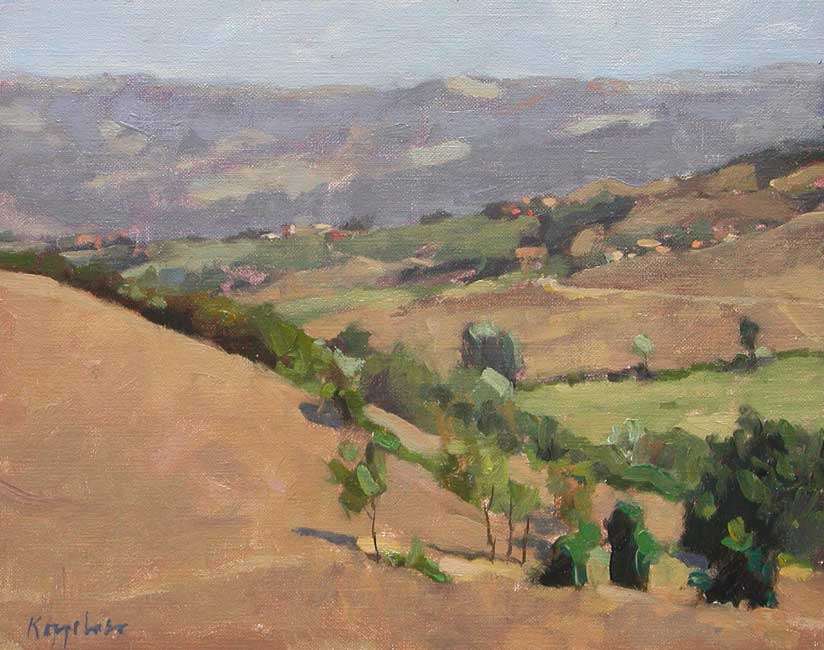
Frans Koppelaar, Paisaje cerca de Bolonia, 2001; paisaje pintado en-plein-air.

Por la manera en que está tratado el tema del paisaje, cabe distinguir tres tipos fundamentales:
1. El paisaje «cósmico» o «sublime», en el que se presenta la naturaleza de manera salvaje, inmensos paisajes que no necesariamente representan lugares realmente existentes, y en los que el hombre se siente perdido. Dentro de esta línea estaría el «paisaje naturalista» que refleja una naturaleza grandiosa, abundante y salvaje, en la que aparecen fenómenos atmosféricos como tormentas. Es propio de los artistas del norte de Europa, especialmente de la pintura de Alemania, como Durero, Elsheimer o Friedrich.
2. La naturaleza «dominada» por el hombre, como ocurre con el paisaje flamenco o neerlandés. La presencia del hombre hace que la naturaleza no parezca amenazadora. Muchas veces acaba siendo un «paisaje topográfico», que representa necesariamente un lugar preciso e identificable, con una naturaleza presentada de la manera más humilde. Dentro de esta línea pueden citarse a Patinir, Pieter Brueghel el Viejo o los maestros holandeses del siglo XVII.
3. La naturaleza «colonizada» por el hombre, lo cual es típico del paisaje italiano. Aparecen campos cultivados de relieve, colinas, valles y llanuras con casas, canales, carreteras y otras construcciones humanas; la naturaleza ya no es una amenaza, sino que el hombre, además, la ha hecho suya. Dentro de este tipo de paisaje puede hablarse del «paisaje clásico», donde se representa una naturaleza ideal, grandiosa. La representación no es creíble, sino recompuesta para sublimar la naturaleza y presentarla perfecta. En este tipo de paisaje suele esconderse una historia. Es tópica la presencia de elementos de arquitectura romana, combinados con una montaña o una colina y con un plano de agua. Este tipo de «paisaje ideal» fue creación de Annibale Carracci, al que siguieron Domenichino y el francés Poussin. Durante siglos, el paisaje italiano fue el modelo académico siendo además Italia el país al que acudían los artistas de toda Europa para formarse.

Desde otro punto de vista, referido al tema que se representa y no tanto a la manera en que se trata, cabe diferenciar entre:
- Marinas en composiciones que muestran océanos, mares o playas.
- Paisajes fluviales composiciones con ríos o riachuelos.
- Paisajes naturales representan parajes de ambientes tales como bosques, selvas, desiertos, arboledas y otros estados del territorio sin la presencia del ser humano.
- Paisajes costumbristas son aquellos que simbolizan costumbres y tradiciones de lugares específicos como por ejemplo los paisajes típicos de pueblos colombianos que se representan en la pintura popular.
- Paisajes estelares o paisajes nublados son representaciones de nubes, formaciones del clima y condiciones atmosféricas.
- Paisajes lunares muestran paisajes de la visión de la luna en la tierra.
- Paisajes urbanos muestra ciudades.
- Hardscape o paisajes duros, en el que lo que se representa son zonas como calles pavimentadas y grandes complejos de negocios o industrias.
- Paisaje aéreo o etéreo, mostrando la superficie terrestre vista desde arriba, especialmente desde aeroplanos o naves espaciales. Cuando el punto de vista es muy pronunciado hacia abajo, no se aprecia el cielo. Este género puede combinarse con otros, como en el arte etéreo nublado de Georgia O'Keeffe, el paisaje etéreo lunar de Nancy Graves o el paisaje etéreo urbano de Yvone Jacquette.
- Paisaje onírico, en composiciones parecidas a los paisajes (generalmente surrealistas o abstractos) que buscan expresar la visión psicoanalítica de la mente como un espacio tridimensional.

## Historia

### Antigüedad
En los tiempos de las más antiguas pinturas chinas a Tijeras si la tradición de paisajes «puros», en los que la diminuta figura humana simplemente invita al observador a participar en la experiencia.
Del Antiguo Egipto se conservan algunas representaciones de paisajes esquemáticos en las tumbas de los nobles, grabadas en relieve durante el Imperio Antiguo y pintadas al fresco en el Imperio Nuevo; suelen enmarcar escenas de caza o ceremonias rituales.
En Pompeya y Herculano se han preservado frescos romanos de cuartos decorados con paisajes del siglo I a. C. En la antigüedad grecorromana, el paisaje se pinta como fondo o entorno para contextualizar una escena principal.

### Edad Media

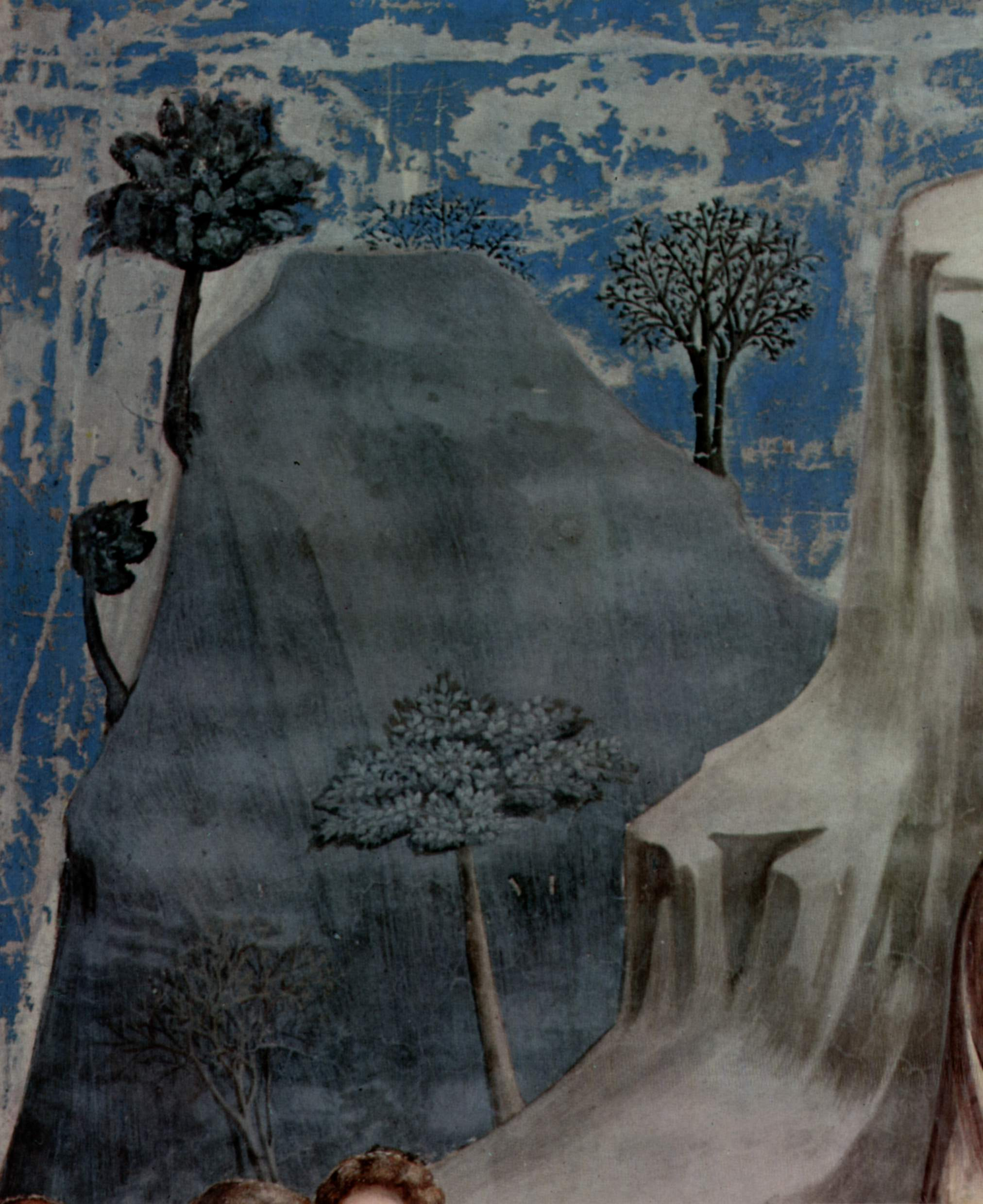
Paisaje de Giotto: Detalle de la «Huida a Egipto» de la capilla de los Scrovegni en Padua, (h. 1304), pintura al fresco.

Durante toda la Edad Media cristiana y el Renacimiento, el paisaje se concibe como una obra divina y su representación hace referencia a su Creador. En la pintura occidental, la representación realista del paisaje comenzó dentro de las obras religiosas del siglo XIII. Hasta entonces, las representaciones de la naturaleza en el arte pictórico había sido arquetípica: líneas onduladas para el agua o festones para las nubes. Fue Giotto el primero que, abandonando los precedentes modelos bizantinos, sustituyó el fondo dorado de las imágenes sagradas por escenarios de la realidad. Aunque autores como Boccaccio alabaron su realismo de Giotto, lo cierto es que no dejaban de ser muchas veces representaciones simples: un árbol representaba un bosque, una roca una montaña. Poco a poco, a lo largo de la Baja Edad Media, esos fragmentos de naturaleza que aparecían en las escenas sagradas o míticas fue ampliándose, pero su carácter secundario lo revela el hecho de que muchas veces se dejaba a ayudantes, como ocurre en La Anunciación florentina de Fra Angélico. Dentro del estilo italo-gótico, Ambrogio Lorenzetti superó la representación topográfica para crear auténticos paisajes dentro de sus alegorías del Buen y del Mal Gobierno en el Palacio Comunal de Siena, al estudiar las horas del día y las estaciones. La pintura gótico-flamenca se caracteriza por su «realismo en los detalles», conseguido en gran medida gracias a la nueva técnica de la pintura al óleo; entre los aspectos a los que se prestó más atención y realismo estuvo el paisaje, tanto natural como urbano. Cabe citar, a este respecto, el plano del fondo de la Virgen del Canciller Rolin, auténtico paisaje en el que se detalla un jardín, más allá de él un río y a los lados una ciudad contemporánea del pintor.

### Renacimiento

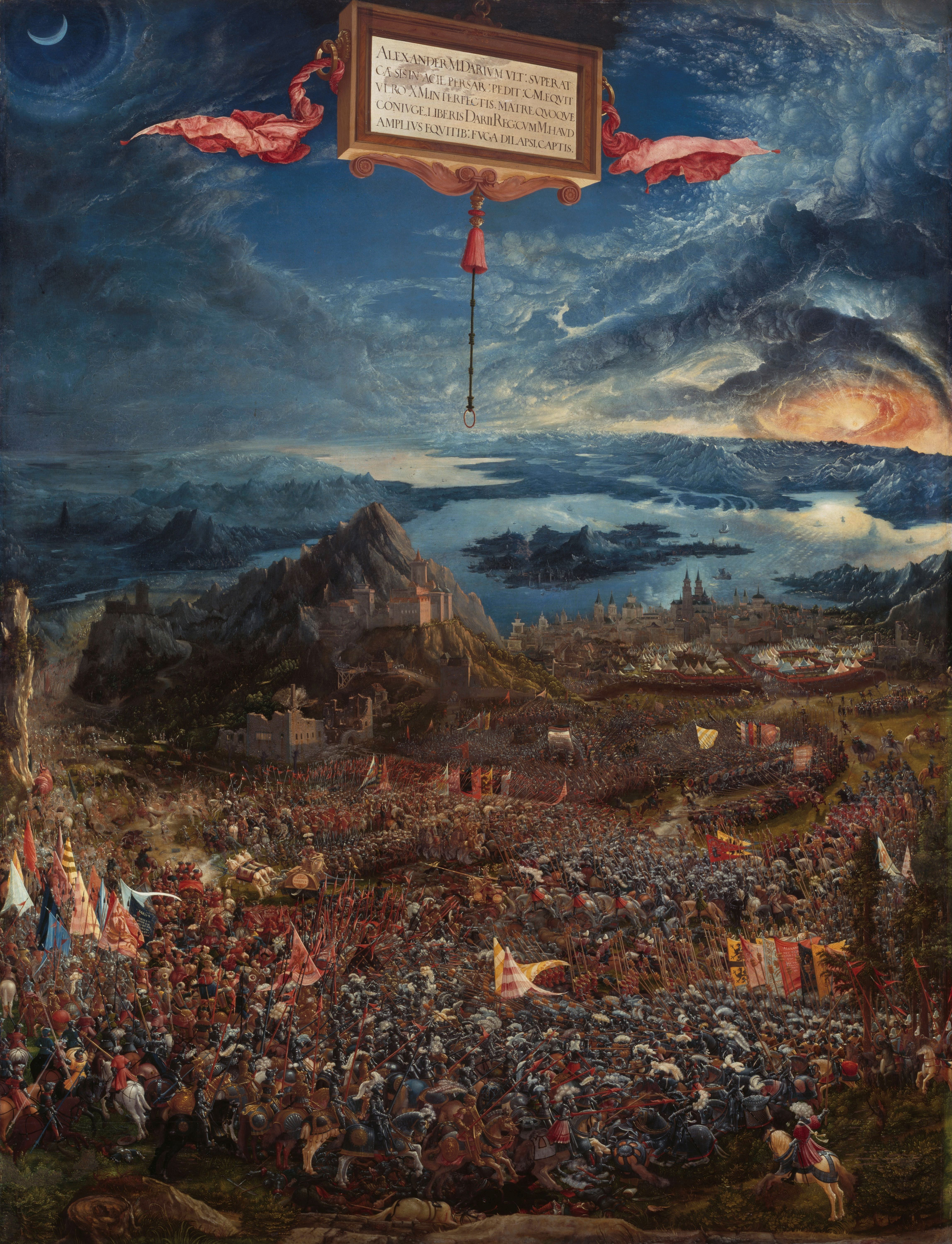
«Paisaje panorámico» propio de la Escuela del Danubio: La batalla de Alejandro en Issos de Albrecht Altdorfer, h. 1528, óleo sobre tabla, 158,4 x 120,3 cm, Alte Pinakothek, Múnich.

El paisaje adquirió autonomía iconográfica en el siglo XVI. En su forma realista, se debe sobre todo al arte flamenco y alemán, como por ejemplo, Alberto Durero, que dejó numerosas acuarelas de paisajes. En su forma idealizada de inspiración clásica, es algo que debe atribuirse a Italia, siendo El Perugino, maestro de Rafael, uno de los más destacados elaboradores de vastos espacios en los que se situaban los personajes, con una fuerte acentuación del paisaje. En Venecia, con su luz cambiante sobre las aguas, aunque el paisaje siguió siendo fondo de obras y no su motivo principal, se esmeraron por lograr realismo reflejando vistas de la laguna, sus calles y monumentos, así como la «tierra firme», y de los fenómenos atmosféricos como ocurre con la tormenta que ya desde el siglo XVI da nombre al cuadro más conocido de Giorgione.
En esta época, el paisaje sirvió para expresar las utopías urbanas y políticas emergentes. A menudo «percibido» a través del marco de las ventanas en los cuadros que representaban escenas interiores, fue consiguiendo un papel cada vez más importante, hasta ocupar toda la superficie de la tela. Paralelamente, los personajes de las escenas religiosas en exterior fueron «encogiendo» hasta no estar más que simbolizados por los elementos del paisaje (por ejemplo Jesús de Nazaret por una montaña). Pero en síntesis, el paisaje seguía siendo solo parte de un cuadro de historia o de un retrato.
En Flandes, la primera representación del paisaje independiente fue la de Joachim Patinir, cuyas composiciones religiosas o mitológicas están totalmente dominadas por la representación realista de la naturaleza, hasta el punto de que la escena es mero «pretexto» para representar un «paisaje panorámico» o «geográfico», desde un punto de composición de "horizonte alto" (como si el pintor estuviera situado en lo alto de una montaña). En la generación siguiente, en algunas obras de género de Pieter Brueghel el Viejo la figura humana queda reducida a la insignificancia, siendo lo importante el paisaje representado, igualmente panorámico y desde un punto de vista elevado, como ocurre por ejemplo en El invierno del ciclo de estaciones del año. Ha de mencionarse también la Escuela del Danubio o «danubiana», en la que autores como Albrecht Altdorfer o Lucas Cranach el Joven siguen pintando el tipo de «paisaje panorámico», con amplias extensiones de terreno percibidas a vista de pájaro.
En la pintura española no abunda el paisaje, limitándose a representaciones de interés topográfico o botánico. Pero sí cabe mencionar un paisaje «puro» que atrajo grandemente la atención, siglos después, de surrealistas y expresionistas: la Vista de Toledo que pintó El Greco al final de su vida. Los monumentos aparecen con cierto detalle, pero rodeados por un campo resuelto a través de manchas de color verde, lo mismo que el cielo son manchas de azul y todo ello bañado por una luz tormentosa.

### Barroco
A principios de siglo, en la época del tenebrismo, el paisaje seguía siendo poco cultivado. Solamente el alemán Adam Elsheimer destaca por tratar las historias, generalmente sagradas, como auténticos paisajes en los que muchas veces realiza espectaculares estudios sobre los efectos atmosféricos, la luz o los estudios de amanecer y anochecer. 

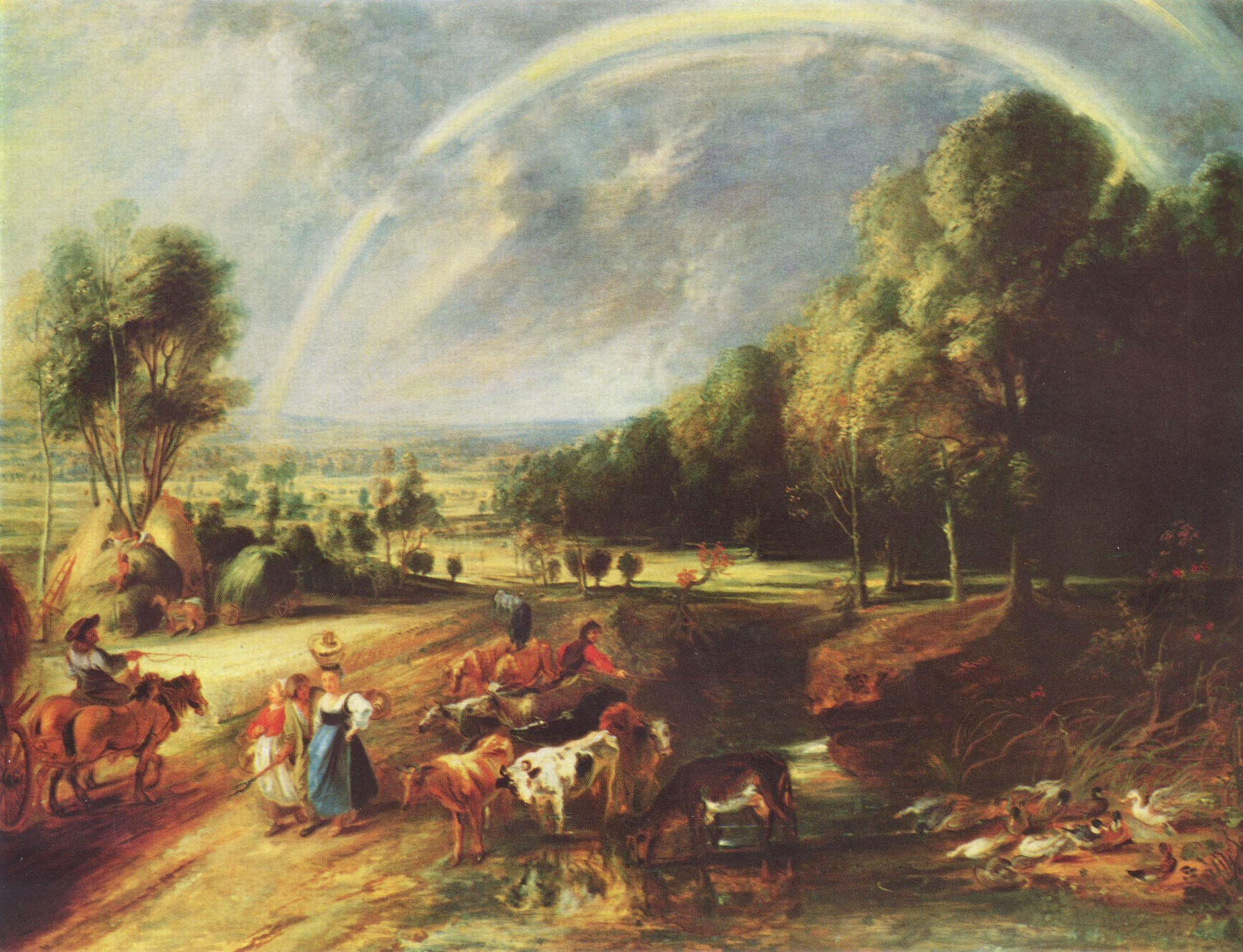
Rubens: Paisaje con arco iris, h. 1637, óleo sobre tabla, 94 × 123 cm, Alte Pinakothek, Múnich..

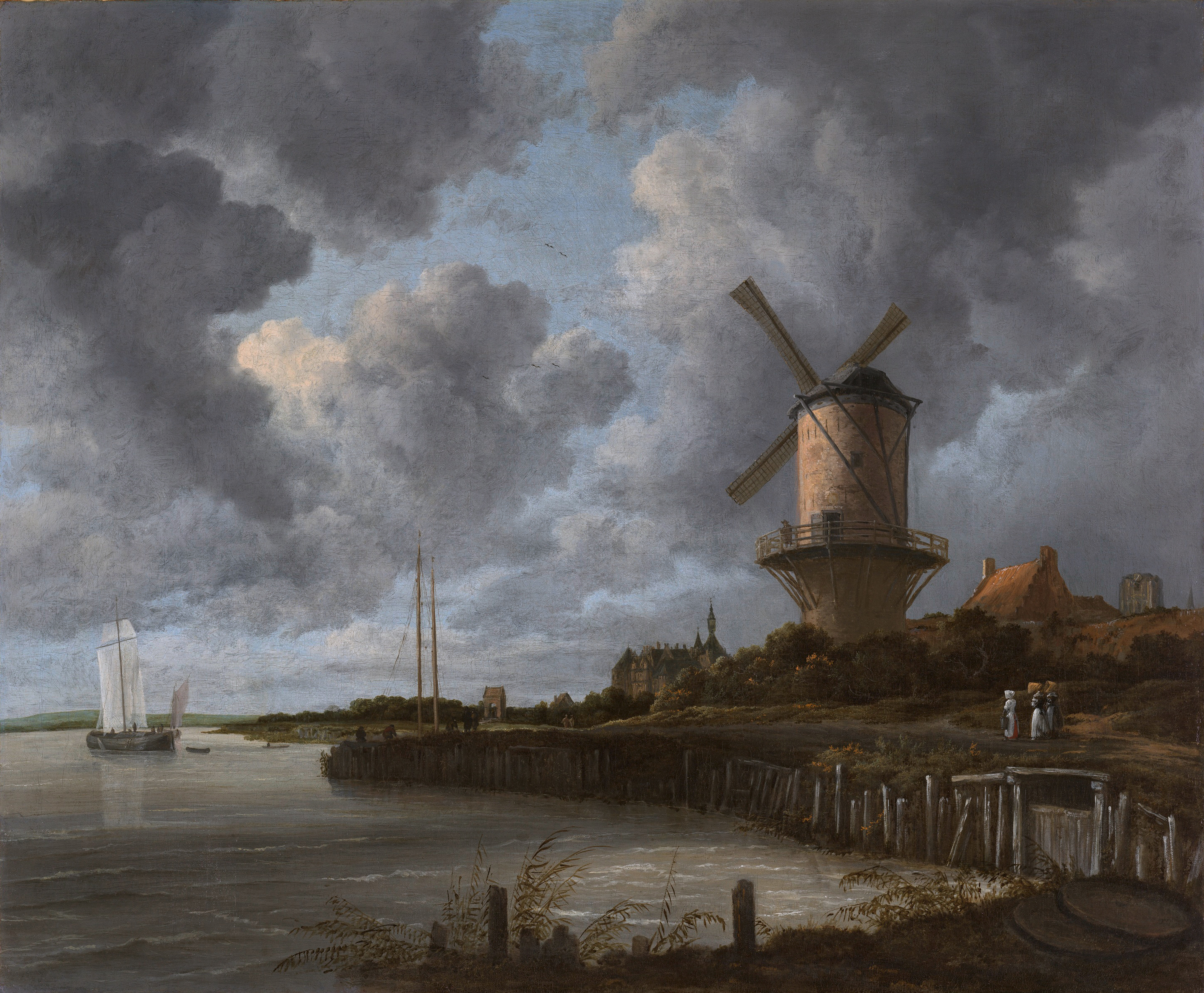
Jacob Ruysdael: El molino de Wijk bij Duurstede.

El flamenco Rubens pintó al final de su vida algunos cuadros que se cuentan entre la pintura paisajista europea más importante.
Fue en el Barroco cuando la pintura de paisajes se estableció definitivamente como un género en Europa, con el desarrollo del coleccionismo, como una distracción para la actividad humana. Es un fenómeno propio del norte de Europa que se atribuye, en gran medida, a la reforma protestante y el desarrollo del capitalismo en los Países Bajos. La nobleza y el clero, hasta entonces los principales clientes de los pintores, perdieron relevancia, siendo sustituidos por la burguesía comerciante. Las preferencias de esta no iban hacia las complejas pinturas de historia, con temas de la Antigüedad clásica, la mitología o la Historia Sagrada, ni hacia complejas alegorías, sino que preferían temas sencillos y cotidianos, por lo que alcanzaron independencia géneros hasta entonces secundarios como el bodegón, el paisaje o la escena de género. Se produjo tal especialización que cada pintor se dedicaba a un tipo de paisaje específico. Así había pintores que tomaban como tema los «países bajos», esto es, los terrenos que quedaban bajo el nivel del mar, con sus canales, pólders y molinos de viento; destacaron en este tipo van Goyen, Jacob Ruysdael y Meindert Hobbema. Hendrick Avercamp se especializó en estampas invernales, con estanques helados y patinadores.
Otros se especializaron en pintar animales. Por ejemplo, Paulus Potter suele pintar vacas dentro del paisaje de las llanuras y los pastos holandeses. Hubo quien se especializó en marinas, diferenciándose entre quienes retrataban los barcos en las tranquilas aguas de los puertos (Jan van de Cappelle, Willem van de Velde, el Joven) y los que preferían vistas del mar agitado por los vientos y las olas.
Hubo quien cultivó el paisaje urbano, las perspectivas de las ciudades holandesa, con sus casas de ladrillos y las agujas de las iglesias en el horizonte, como Gerrit Berckheyde o Carel Fabritius. Aunque Vermeer se dedicó sobre todo a la escena de género, pintó el paisaje urbano más conocido de la época; su Vista de Delft fue considerada por Marcel Proust como «el cuadro más bello del mundo», e inmortalizó esta pintura en su obra En busca del tiempo perdido.

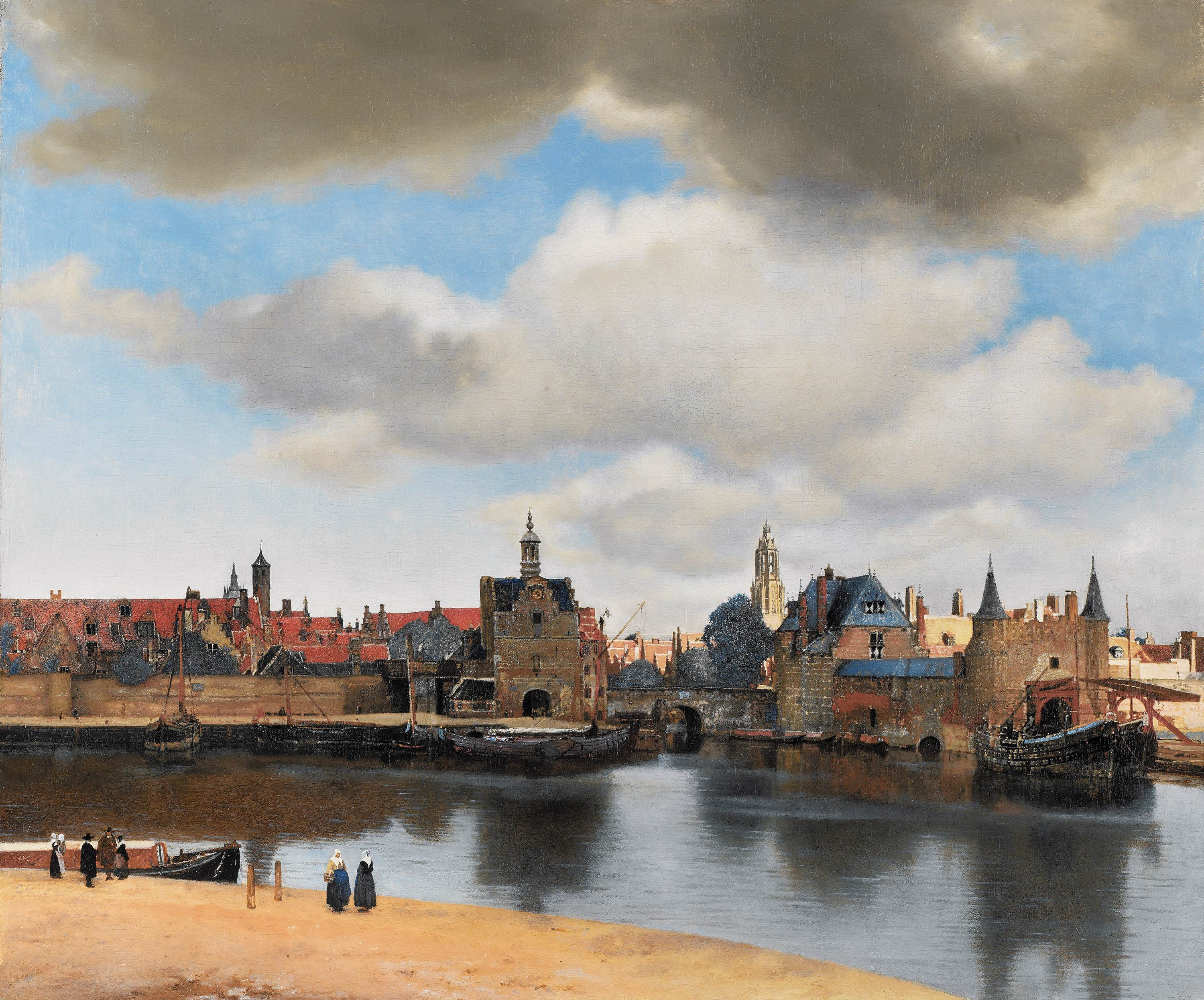
Vermeer: Vista de Delft, hacia 1660-61, óleo sobre lienzo, 98,5 x 117,5 cm, Mauritshuis, La Haya.

Finalmente, se desarrolló un subgénero exclusivamente holandés como el cuadro de arquitectura que representaba el interior de las iglesias; en esta última línea destacaron Saenredam y De Witte.
La gran especialización de los pintores holandeses no impedía que, en ocasiones, se combinasen los diversos temas artísticos, y así Fabritius pintó una vista de Delft, con un tenderete de vendedor de instrumentos musicales en primer plano, combinando así el paisaje urbano con el bodegón.
Mientras que en el Norte de Europa se desarrollaba con esa amplitud todo tipo de paisajes puros, en el sur seguía precisándose una anécdota religiosa, mítica o histórica como pretexto para pintar paisajes. Se trataba del paisaje llamado «clásico», «clasicista» o «heroico», de carácter idílico, que no se correspondían con ninguno concreto que existiera realmente, sino construidos a partir de elementos diversos (árboles, ruinas, arquitecturas, montañas...). El título del cuadro y los pequeños personajes perdidos en la naturaleza dan la clave de la historia representada en lo que a simple vista parece solo un paisaje. Este tipo fue creado por el clasicismo romano-boloñés, y en concreto por el más destacado de sus pintores, Annibale Carracci, en cuya Huida a Egipto los personajes sagrados tienen menos importancia que el paisaje que les rodea. 

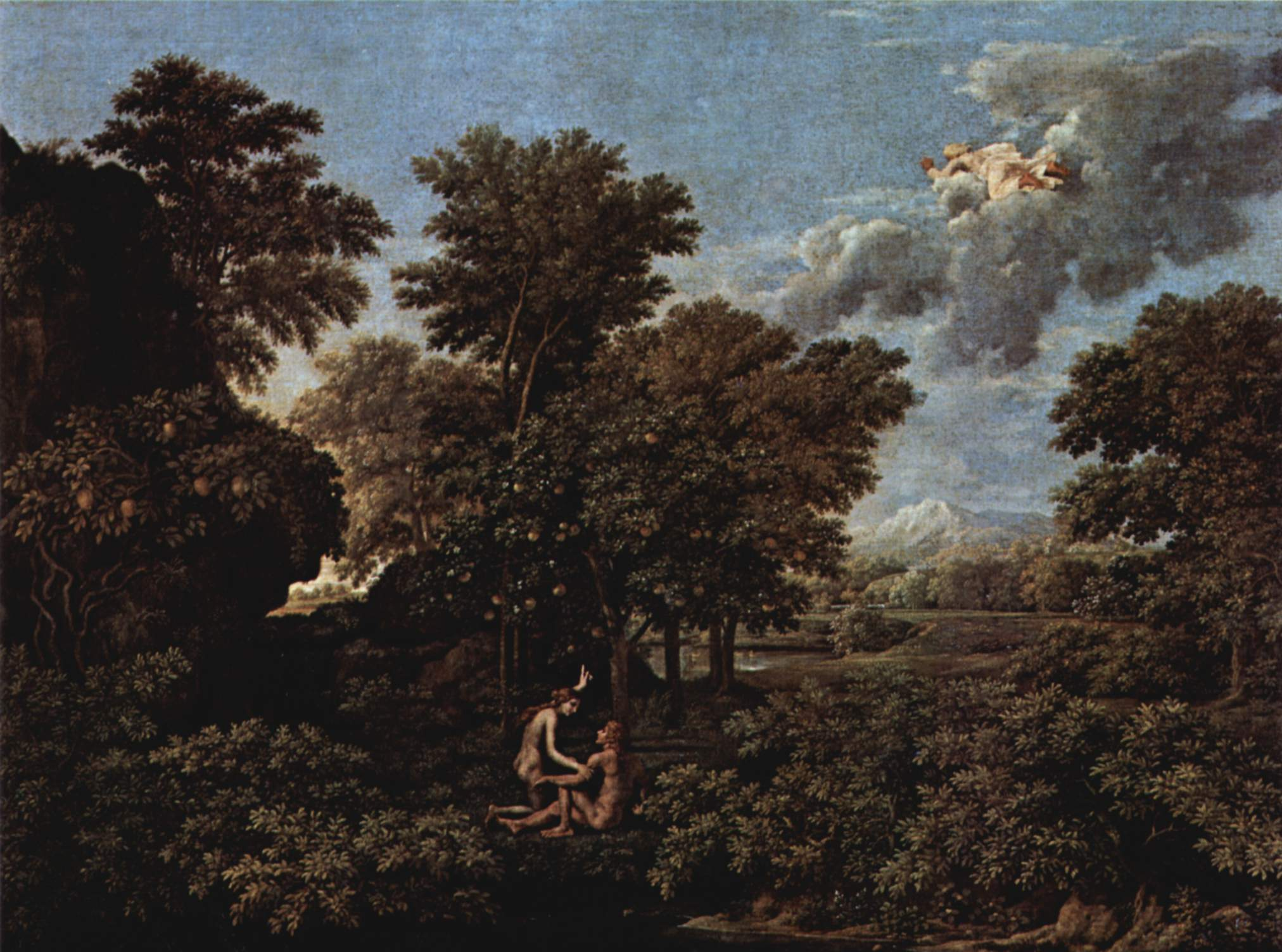
«Paisaje heroico»: La Primavera, también conocido como Adán y Eva en el Paraíso terrenal, de Nicolas Poussin, 1660-64, óleo sobre lienzo, 117 x 160 cm, Museo del Louvre, París..

Esta línea siguieron los dos grandes paisajistas franceses, formados en Italia: Nicolas Poussin y Claudio Lorena. Lorena es considerado un paisajista moderno debido a que observó atentamente la naturaleza e hizo estudios al aire libre sobre la luz a las diferentes horas del día, las sombras sobre los edificios, los reflejos en el agua. Sin embargo, aunque realizó algunos paisajes puros, la inmensa mayoría de su obra sigue teniendo como tema una historia religiosa o mitológica y para ello incluye figuras humanas, a veces ejecutadas por mano de otros pintores. Tuvo enorme influencia en la pintura romántica e incluso en el impresionismo.

### SigloXVIII
En el siglo XVIII cultivaron este género artistas italianos como Canaletto. Se especializó en el subgénero de las vedute, perspectivas urbanas que los viajeros extranjeros del Grand Tour veían en sus viajes a Italia y que luego se llevaban como recuerdo a sus países de origen. Canaletto visitó Inglaterra y allí recibió encargos de pintar, en el mismo estilo, los paisajes ingleses. Su sobrino Bellotto siguió la misma línea, pero consiguió imprimir a su obra un estilo propio.
El resto de la pintura dieciochesca carece de originalidad en cuanto al tratamiento del paisaje. Thomas Gainsborough, en cuadros como El abrevadero (1777) se inspira en los paisajistas holandeses del siglo anterior. En España, fueron paisajistas Miguel Ángel Houasse y Luis Paret y Alcázar, cultivador del «paisaje con figuras» como sus Vistas de puertos del norte de España.
En Francia surgió el género de las fêtes galantes, escenas cortesanas ambientadas en paisajes bucólicos, un género iniciado por Jean-Antoine Watteau.

### SigloXIX

John Constable: La bahía de Weymouth, h. 1816.

«Todo conduce necesariamente al paisaje», dijo el pintor alemán Runge, frase que se puede aplicar a todo el siglo XIX. En Europa, como se dio cuenta John Ruskin, y expuso sir Kenneth Clark, la pintura de paisaje fue la gran creación artística del siglo XIX, con el resultado de que en el siguiente período la gente era «capaz de asumir que la apreciación de la belleza natural y la pintura de paisajes es una parte normal y permanente de nuestra actividad espiritual». En el análisis de Clark, las formas europeas subyacentes para convertir la complejidad del paisaje en una idea fueron cuatro aproximaciones fundamentales: por la aceptación de símbolos descriptivos, por la curiosidad sobre los hechos de la naturaleza, por la creación de fantasías para aliviar sueños de profundas raíces en la naturaleza y por la creencia en una Edad de oro, de armonía y orden, que podría ser recuperada. 

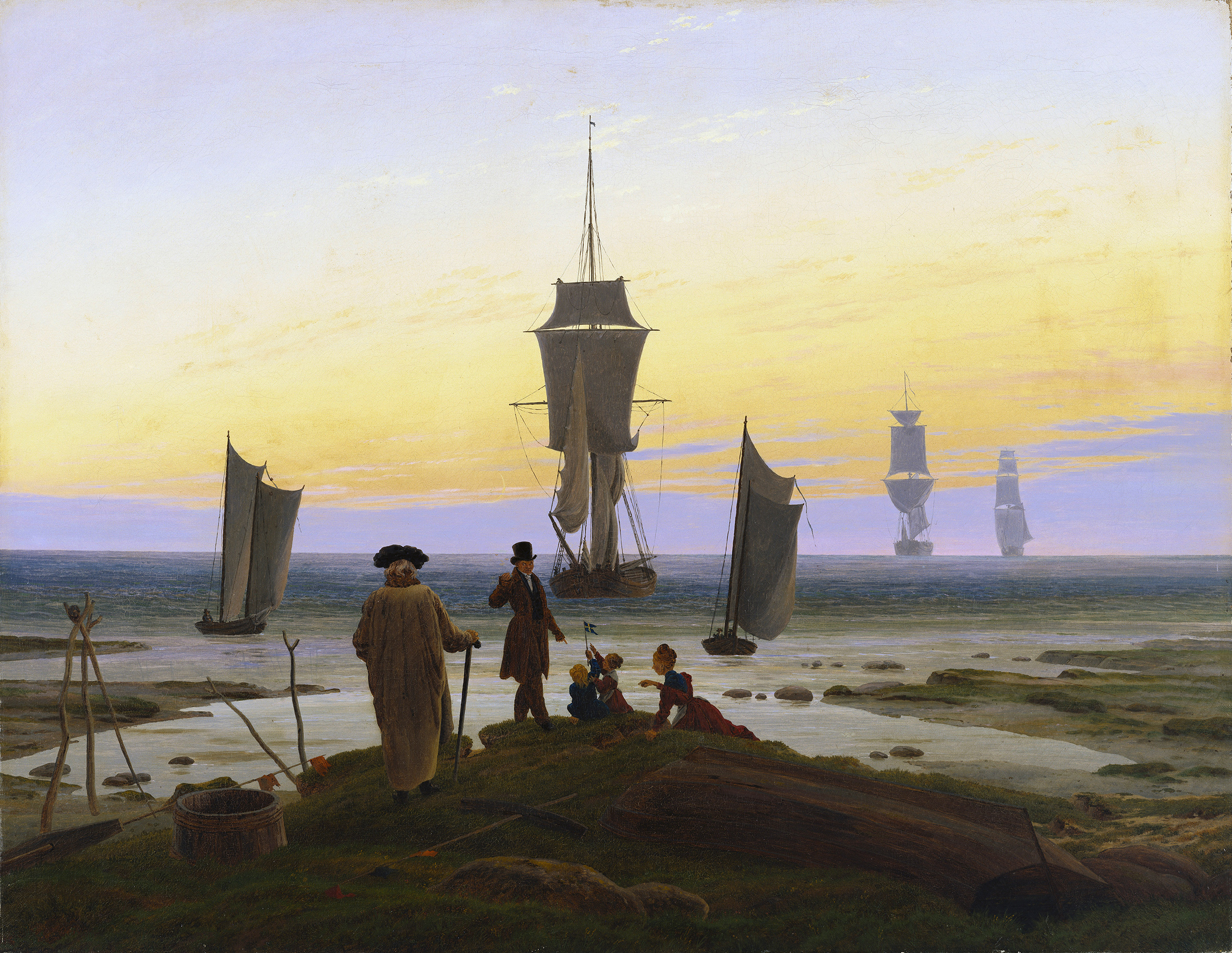
Caspar David Friedrich: Las tres edades, h. 1835.

En la época romántica, el paisaje se convierte en actor o productor de emociones y de experiencias subjetivas. Lo pintoresco y lo sublime aparecen entonces como dos modos de ver el paisaje. Las primeras guías turísticas de la Historia recogen estos puntos de vista para fabricar un recuerdo popular sobre los sitios y sus paisajes. Abrió el camino el inglés John Constable, que se dedicó a pintar los paisajes de la Inglaterra rural, no afectados por la Revolución industrial, incluyendo aquellos lugares que le eran conocidos desde la infancia, como el Valle de Dedham. Lo hizo con una técnica de descomposición del color en pequeños trazos que lo hace precursor del impresionismo; realizó estudios de fenómenos atmosféricos, en particular de nubes. La exposición de sus obras en el Salón de París de 1824 obtuvo gran éxito entre los artistas franceses, comenzando por Delacroix. El también inglés William Turner, contemporáneo suyo pero de más larga vida artística, reflejó en cambio la modernidad, como ocurre en su obra más famosa: Lluvia, vapor y velocidad, en la que aparecía un tema ciertamente novedoso, el ferrocarril, y el puente de Maidenhead, prodigio de la ingeniería de la época. Con Turner las formas del paisaje se disolvían en torbellinos de color que no siempre permitían reconocer lo reflejado en el cuadro.
En Alemania, Blechen siguió reflejando el paisaje tradicional por excelencia, el italiano, pero de forma muy distinta a épocas precedentes. Presentó una Italia poco pintoresca, nada idílica, lo cual fue objeto de críticas. Philipp Otto Runge y Caspar David Friedrich, los dos artistas más destacados de la pintura romántica alemana, sí se dedicaron al paisaje de su país. Animados por un espíritu pietista, pretendían crear cuadros religiosos, pero no mediante la representación de escenas con tal tema, sino reflejando la grandeza de los paisajes de manera que movieran a la piedad.[cita requerida]
El paso del «paisaje clásico» al paisaje realista lo da Camille Corot quien, como Blechen o Turner, pasó su etapa de formación en Italia. Con él empezó otra forma de tratar el paisaje, distinta a la de los románticos. Como hizo después la escuela de Barbizon y, posteriormente, el impresionismo, dio al paisaje un papel bien diferente al de los románticos. Lo observaron de manera meticulosa y relativa en términos de luz y de color, con el objetivo de crear una representación fiel a la percepción vista que pueda tener un observador. Esta fidelidad, que se experimenta por ejemplo en los contrastes y los toques de modo «vibrante». Cuando Corot volvió a Francia, viajó por todo el país en busca de nuevos paisajes; frecuentó el bosque de Fontainebleau, donde conoció a una serie de pintores que cultivaron el paisaje realista, reflejando prados, ríos y árboles del natural. Eran obras que despertaron escaso interés entre el público o la crítica, ya que la pintura académica seguía dominada por los cuadros de historia, el gran tema por excelencia. El más destacado pintor de la escuela de Barbizon fue Théodore Rousseau, al que siguieron Díaz de la Peña y Jules Dupré. Albert Charpin, el pintor de ovejas y rebaños, de la misma escuela, es otro ejemplo de pintura de paisajes, con belleza natural. Gustave Courbet no perteneció a la Escuela de Barbizon, pero pintó en su juventud paisajes realistas.
De enlace entre esta escuela y el impresionismo sirvieron Eugène Boudin y Johan Barthold Jongkind, que trabajaron en el campo, al aire libre, pintando paisajes bañados de luz. Como los pintores de Barbizon, los impresionistas buscaban sus motivos en la naturaleza real que los rodeaba, sin idealizarlas, pero su visión no es la sobria de la escuela realista, sino que glorificaban esa naturaleza intacta y la vida sencilla que reflejaban en sus cuadros. Diversos factores confluyeron para que surgiera el impresionismo en torno al año 1860, entre ellos la pasión por la pintura al aire libre y nuevos temas, reflejando simplemente aquellos que está ante los ojos: tanto el campo como la ciudad, el mar o los ríos con sus interesantes reflejos sobre el agua, tanto la luz del día como la artificial, en definitiva, «lo banal», considerando que no hay tema menor, sino cuadros bien o mal ejecutados. Trabajaron con manchas de color, grandes pinceladas, sin el acabado pulido, esmaltado y frío de una pintura de paisajes tradicional, sino reflejando más bien la impresión del paisaje. La obra emblemática de este movimiento, de la que obtuvo su nombre, es precisamente un paisaje: Impresión, sol naciente (1874), de Claude Monet. Sus principales seguidores fueron Camille Pissarro y Alfred Sisley.

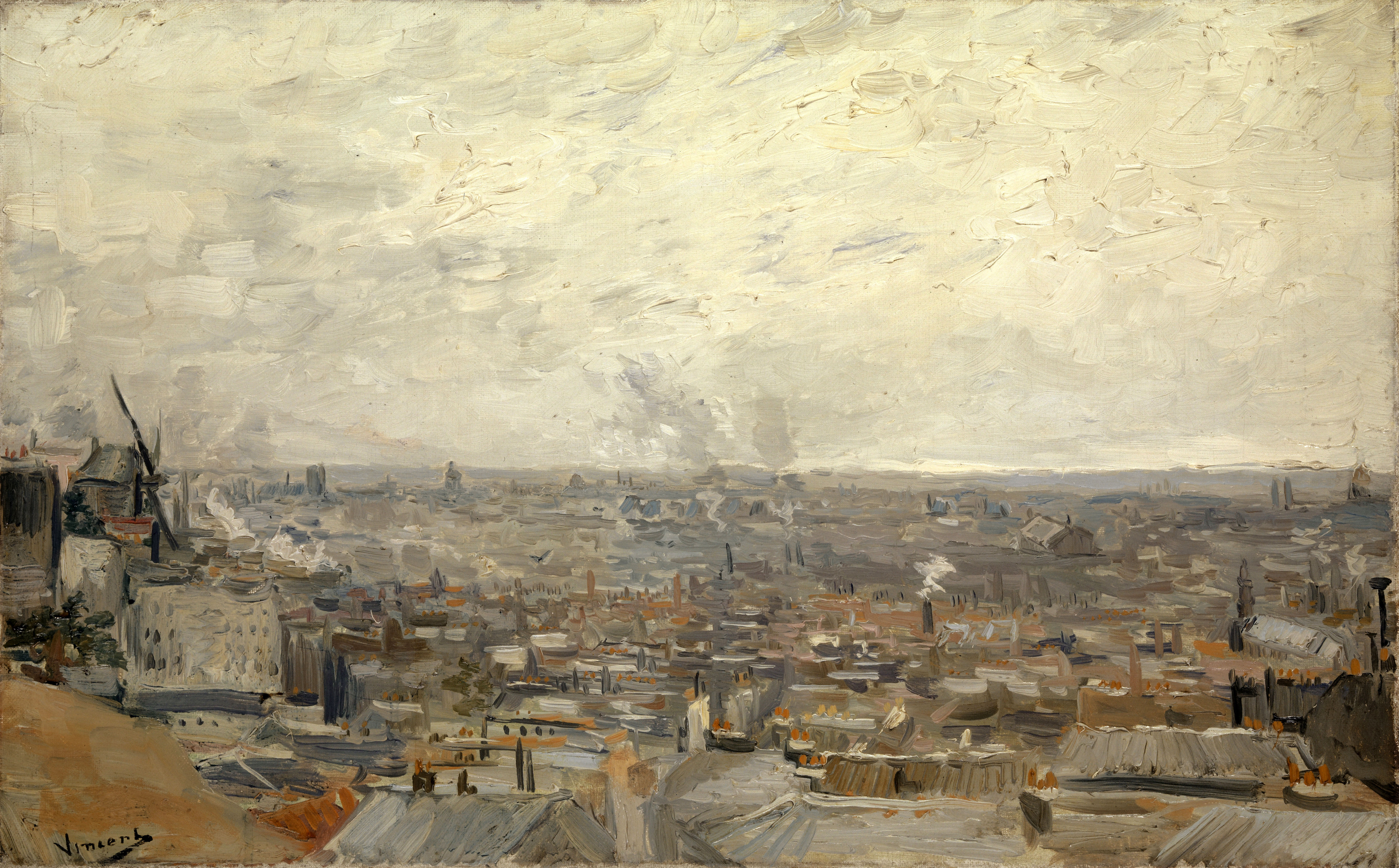
Vista de París desde Montmatre (1886), por Van Gogh

La pasión del posimpresionista Vincent van Gogh por la obra de sus predecesores, le llevó a pintar el paisaje provenzal a partir del año 1888. Su obra, de colores intensos, en los que las figuras se deforman y curvan, alejándose del realismo, es un precedente de las tendencias expresionistas.
En Norteamérica las escuelas nacionales de pintura surgieron, en gran medida, a través de paisajistas que pintaban tierra. En los Estados Unidos, Frederick Edwin Church, pintor de grandes panoramas, hizo amplias composiciones que simbolizan la grandeza e inmensidad del continente americano (Las cataratas del Niágara, 1857). La escuela del río Hudson, en la segunda mitad del siglo XIX, es probablemente la más conocida manifestación autóctona. Sus pintores crearon obras de tamaño colosal intentando captar el alcance épico de los paisajes que los inspiraron. La obra de Thomas Cole, a quien se reconoce generalmente como fundador de la escuela, tiene mucho en común con los ideales filosóficos de la pintura de paisaje europea, una especie de fe secular en los beneficios espirituales que pueden obtenerse de la contemplación de la belleza natural. Algunos de los artistas posteriores de la escuela del río Hudson, como Albert Bierstadt, crearon obras de corte romántico, que enfatizaban más los ásperos, incluso terribles, poderes de la naturaleza.
Los exploradores, naturalistas, marineros, comerciantes que colonizaron las costas del Canadá atlántico dejaron una serie de observaciones, unas veces científicas , otras fantásticas o extravagantes, documentadas en sus mapas y pinturas. No obstante, los ejemplos más originales del arte de paisajes canadiense no llegarían hasta el siglo XX, en 1920, con los pintores del llamado Grupo de los siete.

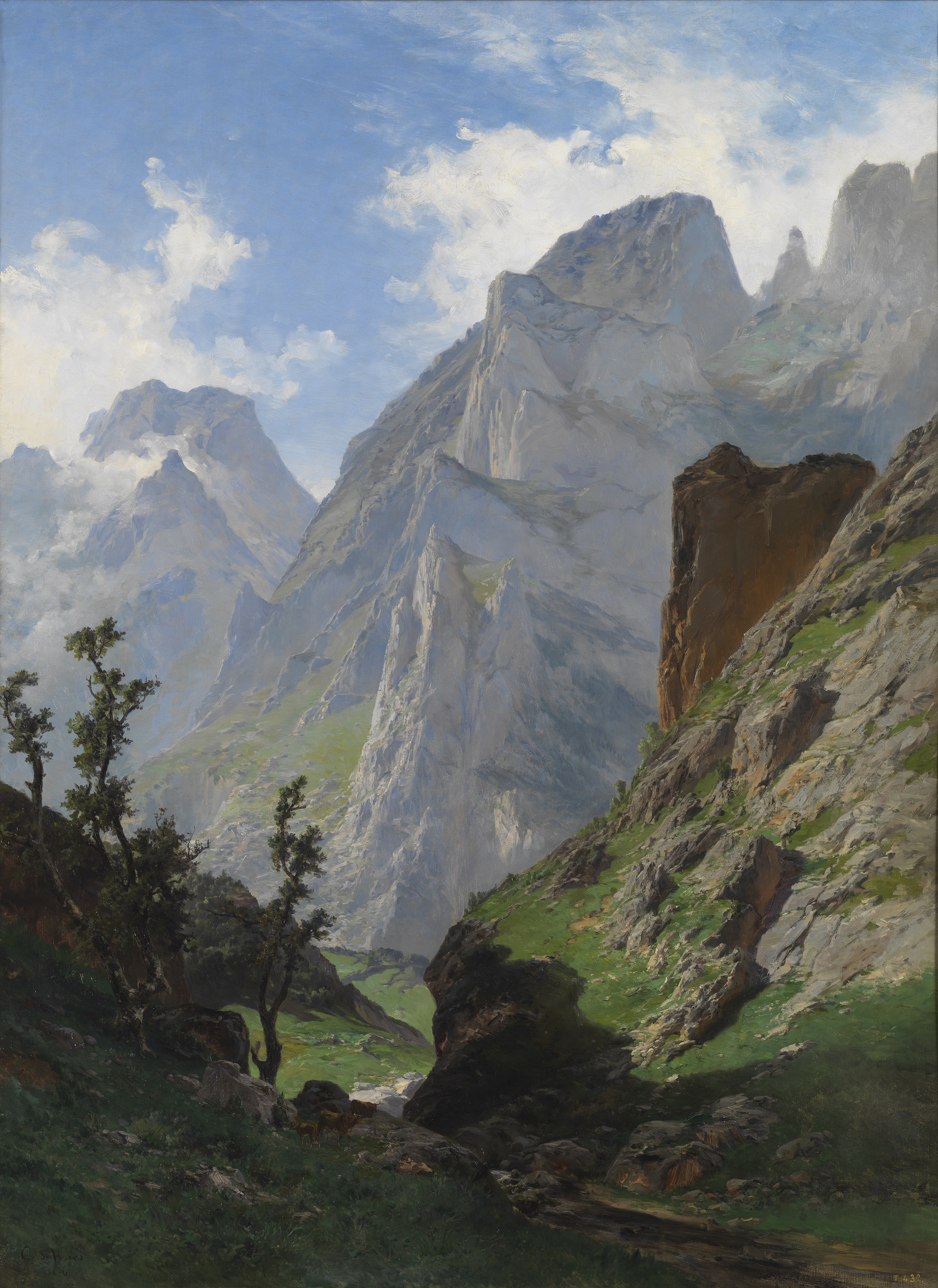
Carlos de Haes: Los picos de Europa, 1876.

En España, el gran impulsor del género fue el belga Carlos de Haes, uno de los más activos maestros de la Cátedra de Paisaje en la Escuela Superior de la Academia de Bellas Artes de San Fernando de Madrid desde 1857. De entre la nutrida generación de alumnos que formó cabe destacar a Jaime Morera, Aureliano de Beruete, Agustín Riancho y Darío de Regoyos. También fueron importantes en el desarrollo de la cultura paisajística diversos círculos y escuelas iniciadas en el último cuarto del siglo XIX, como la catalana  Escuela paisajística de Olot creada por Joaquín Vayreda, la Escuela de Alcalá de Guadaira (Sevilla), la Colonia artística de Muros (Asturias) o la Escuela del Bidasoa que se extendería a lo largo del siglo XX.
En Italia sobresalieron los macchiaioli, pintores de manchas (macchia) de color yuxtapuestas, técnica contemporánea y próxima al impresionismo. Sobresalieron en este grupo de origen florentino: Giovanni Fattori, Silvestro Lega y Giuseppe Abbati.

### Pintura contemporánea

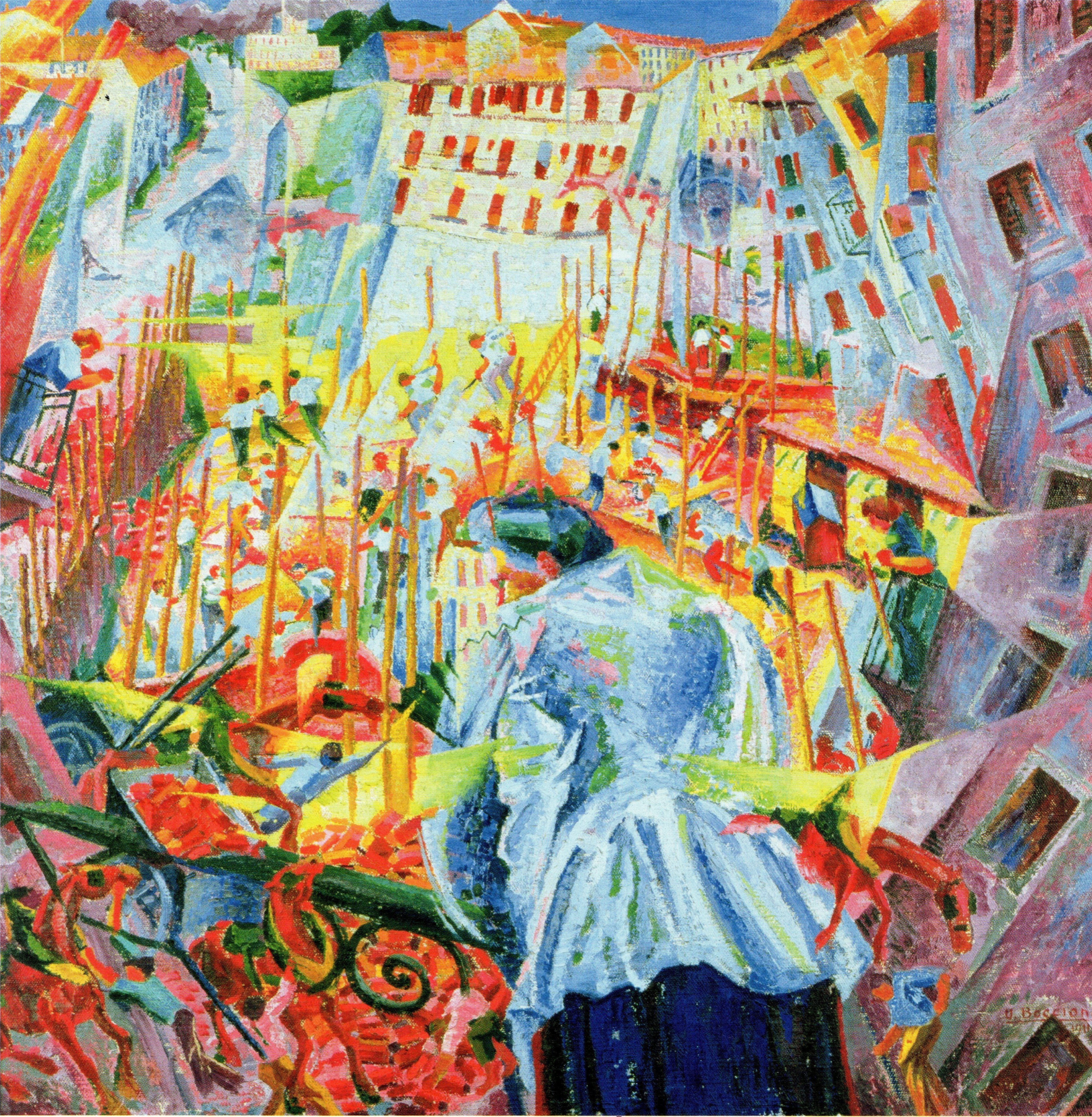
Un paisaje de estilo futurista: La calle ante la casa de Boccioni, 1911.

La pintura contemporánea disolvió la existencia de los géneros, pero dentro de los diferentes «ismos» de vanguardia pueden distinguirse cuadros en los que lo representado es un paisaje, siempre con el estilo propio del autor. Cézanne, el «padre de la pintura moderna», dedicó toda una serie de pinturas a la montaña Sainte-Victoire. Derain, Dufy, Vlaminck y Marquet pintaron paisajes fovistas, y Braque, uno de los fundadores del cubismo, trató repetidamente el paisaje de L'Estaque. En la Viena de principios de siglo, produjeron obras de este género tanto el modernista Gustav Klimt como el expresionista Egon Schiele.
Los expresionistas transmitieron sus sentimientos y sensaciones cromáticas también a través de paisajes, como hicieron Erich Heckel o Karl Schmidt-Rottluff en sus cuadros pintados en el pueblo pesquero de Dangast; Emil Nolde (El molino de Nordet, 1932) o Kokoschka.
Las distintas formas de abstracción acabaron por suprimir la importancia del paisaje limitando el alcance del realismo y la representación. No obstante, se emplea a menudo la expresión «paisajismo abstracto» con respecto a varios pintores no figurativos (Bazaine, Le Moal o Manessier). El paisaje siciliano inspiró la obra del pintor expresionista social Renato Guttuso.
En los últimos años destacó el artista argentino Helmut Ditsch con cuadros que se inspiran en puntos extremos de la naturaleza. Se denomina a su obra Realismo Vivencial, aduciendo a que la pintura de Ditsch no se somete a ninguna concepción pictórica, ni naturalista, ni realista, sino que nace de la experiencia vitalista y mística de la naturaleza. Estas características también se encuentran en las pinturas de Iris Scott.

## [6]Véase también
- Arte de Las Montañas Blancas
- Colonia artística de Old Lyme
- Colonia de artistas de Worpswede
- Escuela Americana de Barbizon
- Escuela de Barbizon
- Escuela de Heidelberg
- Escuela del Bidasoa
- Escuela del río Hudson
- Escuela paisajística de Olot
- Escuela pictórica de Düsseldorf
- Luminismo americano
- Macchiaioli
- Marina (pintura)
- Perspectiva aérea
- Pintores de Skagen
- Pintoresco
- Plenairismo
- Shan shui
- Vedutismo
- Nocturno (pintura)